# 弗吉尼亚理工大学霍奇队
弗吉尼亚理工大学霍奇队（英語：Virginia Tech Hokies）代表弗吉尼亚理工大学参加国家大学体育协会（NCAA）第一级别的19个运动项目，为大西洋沿岸联盟的成员。其参加的男子项目包括美式足球、篮球、棒球、越野、高尔夫、足球、游泳与跳水、田径和摔跤，参加的女子项目则包括篮球、越野、袋棍球、足球、垒球、游泳与跳水、网球、田径和排球。
尽管弗吉尼亚理工曾在钓鱼项目上获得过全国冠军，同前也有运动员获得过田径单项全国冠军，学校校队仍没有夺得过全国冠军头衔。不过，弗吉尼亚理工男篮曾于1973年、1995年两夺全国篮球邀请赛冠军。而其美式足球队也曾在1999赛季保持不败，直至最终在2000年砂糖碗中败给佛罗里达州立大学塞米诺尔队而错失冠军。